# Intonazione scientifica
L'intonazione scientifica è una particolare intonazione che fissa il Do centrale (Do3) alla frequenza di 256 Hz, dove però il La centrale vibra ad una frequenza di 430,54 Hz. Venne proposta nel 1713 dal fisico francese Joseph Sauveur, senza affermarsi mai nella pratica delle accordature orchestrali, ma fu talvolta usata per comodità di calcolo e di scrittura nelle pubblicazioni scientifiche (da cui il nome), per il fatto che la frequenza del Do è espressa in tutte le ottave da un numero intero, ottenuto con una potenza di 2.

## Storia
Nella musica barocca non vi era una frequenza fissa per l'intonazione (diapason), che variava da orchestra a orchestra, e il La aveva tipicamente una frequenza molto più bassa rispetto a oggi (verosimilmente intorno a un semitono più grave). Nel XVII secolo la tendenza generale era quella di progressivamente alzare l'intonazione del La. Il fisico francese Joseph Sauveur si interessò di acustica e del calcolo della frequenza associata alle note. Propose diversi valori per il La, tra 405 e 421 Hz. Altri scienziati suoi contemporanei, tra i quali Christiaan Huygens, Vittorio Francesco Stancari e Brook Taylor, proposero valori simili, talvolta più gravi, fino a 383 Hz. Nel 1701 Sauveur propose di usare come riferimento un son fixe (suono fisso) prefissato a 100 Hz, in base al quale calcolare tutte le altre note. Nel 1713 cambiò tale teoria, suggerendo di fissare il Do centrale a 256 Hz, noto come "intonazione filosofica" o "intonazione di Sauveur". Ma nonostante i suoi sforzi, le sue proposte non suscitarono alcun interesse né adozione nel mondo musicale.
In seguito, tale concetto fu ripetutamente ripreso nel XIX secolo, sostenuto tra gli altri dal matematico John Herschel e dal compositore John Pyke Hullah, ma sempre senza successo. Giuseppe Verdi era contrario alla generale tendenza di innalzare l'intonazione, gli interessava più che altro l'unificazione dell'accordatura nella penisola, per cui sostenne l'uso del La a 435 Hz (come il modello francese) per l'esecuzione del Requiem. Poi finì per sostenere l'adozione del La a 432 Hz, come deciso da una commissione italiana per l'intonazione standard, in quanto la differenza udibile sarebbe stata impercettibile, e comunque un La a Parigi sarebbe rimasto tale anche in Italia.
Nel 1988 lo Schiller Institute, think tank associato al MoViSol, iniziò una campagna per la promozione dell'intonazione scientifica come standard nella prassi orchestrale, chiamandola impropriamente "intonazione verdiana", benché l'intonazione verdiana propriamente detta preveda il La a 432 Hz e non a 430,54 Hz come nell'intonazione scientifica, giustificando il nome con il fatto che la proposta di Verdi derivasse da simili basi, ovvero fissando il Do a 256 Hz. Le attività dell'istituto Schiller sono state criticate da diverse figure del mondo musicale.
Teorie pseudoscientifiche sono in disaccordo con la convenzione del La a 440 Hz, sostenendo la presunta superiorità di accordatura a 432 Hz, ritenuta frequenza "naturale" associata a presunte proprietà paranormali, e chiamata accordatura aurea (pur non avendo alcuna relazione con la sezione aurea). Il La a 432 Hz corrisponde al rapporto 27/16 nella scala pitagorica e deriva da un Do a 256 Hz, Do centrale dell'intonazione scientifica, da cui peraltro derivano molti diversi La, a seconda della scala e del sistema di intervallo selezionato.